# Periga apicalis
Periga apicalis är en fjärilsart som beskrevs av Walker 1855. Periga apicalis ingår i släktet Periga och familjen påfågelsspinnare. Inga underarter finns listade i Catalogue of Life.